# 梅日劳克
梅日劳克（羅馬化：Mezhlauk）是俄罗斯姓氏。著名人物包括：
- 瓦列里·梅日劳克，苏联政治人物
- 伊万·梅日劳克，苏联政治人物

|  | 本页或本分段罗列了姓氏为「梅日劳克」的人物。 如果是一个指代特定个人的内链将您引导到本页，請考慮修正該人物的名字以將链接指向正確的條目。 |